# Quà tặng quảng cáo - khuyến mãi
Hàng khuyến mại, hàng khuyến mãi, sản phẩm khuyến mại, quà khuyến mãi, hoặc quà quảng cáo là hàng hoá (thường có in khắc logo) được dùng trong tiếp thị và các chương trình truyền thông. Chúng được tặng nhằm mục đích quảng bá công ty, hình ảnh thương hiệu, thương hiệu, hoặc sự kiện. Các sản phẩm này được in khắc tên của công ty, logo hoặc slogan và được tặng tại các hội chợ thương mại, hội thảo và là một phần không thể thiếu trong các chiến dịch tiếp thị.